# Convolvulus ulicinus
Convolvulus ulicinus är en vindeväxtart som beskrevs av Pierre Edmond Boissier. Convolvulus ulicinus ingår i släktet vindor, och familjen vindeväxter. Inga underarter finns listade i Catalogue of Life.